# Liste des fêtes de la pomme de terre
 (février 2024).
Cette liste des fêtes de la pomme de terre, non exhaustive, recense les fêtes populaires, folkloriques et manifestations diverses ayant pour thème la pomme de terre.
La plupart de ces fêtes se tiennent annuellement et comprennent diverses manifestations : présentation de variétés, concours culinaires, dégustations gastronomiques, distractions diverses propres à toutes les fêtes locales.
Les organisateurs sont souvent les collectivités locales ou des associations locales, qui cherchent en général à promouvoir la production de pommes de terre du terroir concerné ou ses spécialités gastronomiques.

## Fêtes locales

### Australie

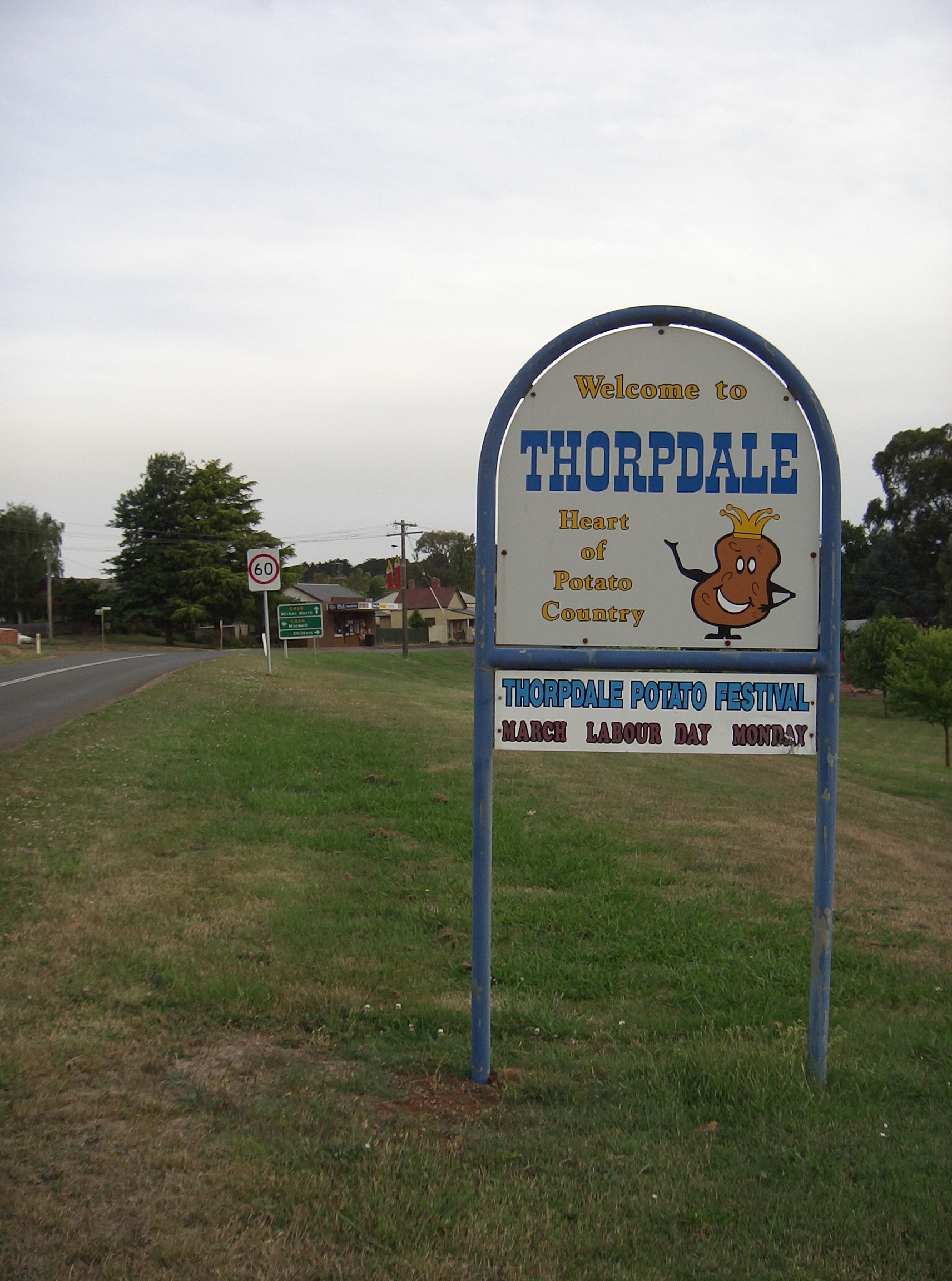
Panneau d'entrée de ville à Thorpdale annonçant la fête de la pomme de terre.

- Thorpdale Potato Festival, Thorpdale (Victoria), le second lundi de mars (Labour Day Monday)[1].

### Belgique
- Fête de la pomme de terre à Florenville (province du Luxembourg, Région wallonne), fin octobre. On y célèbre la « Plate de Florenville », la variété locale et la touffaye, spécialité gaumoise faite de pommes de terre étuvées avec divers morceaux de viande de porc[2].

- El'Fiète d'El'Penn'Tière d'Ichi (la fête de la pomme de terre d'ici) à Rumes (province de Hainaut, région de Tournai), fin septembre durant tout le week-end[3].

### Brésil
- Kartoffelfest, Santa Maria do Herval (Rio Grande do Sul), début mai[4].

### Burkina Faso
- Fête de la pomme de terre à Titao (province du Loroum), avril[5].

### Canada
- Alliston Potato Festival, Alliston (Ontario), début août[6].
- Festival régional de la patate, Grand-Sault (Nouveau-Brunswick), fin juin[7].
- Notre-Dame de la Paix (région Outaouais Québec ) mi-août

### Chili
- Fiesta de la papa nativa de Chiloé à Achao, municipalité de Quinchao (province de Chiloé), en février[8].

### Espagne

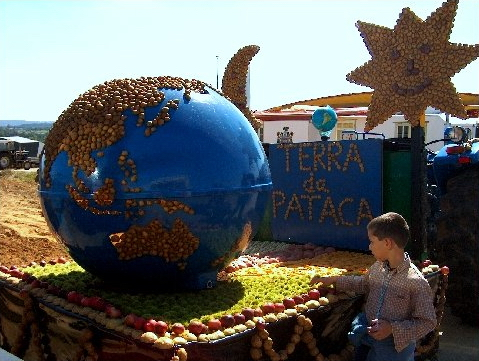
Char orné de pommes de terre à la festa da pataca de Coristanco (2005).

- Festa da pataca, Coristanco, (province de La Corogne, Galice), troisième week-end de septembre[9].
- Fiesta de inicio de la campaña de la Patata de Prades, Prades, (province de Tarragone, Catalogne), septembre. Cette fête organisée par la Coopérative agricole de Prades au début de la campagne de récolte célèbre la Patata de Prades, qui bénéficie d'une indication géographique protégée (IGP)[10].

### États-Unis
- Barnesville Potato Days, Barnesville (Minnesota), fin août[11].
- Ebensburg Potato Fest, Ebensburg (Pennsylvanie), fin septembre[12].
- Maine Potato Blossom Festival, Fort Fairfield (Maine), juillet[13].
- North Carolina Potato Festival, Elizabeth City (Caroline du Nord), mai[14].
- Posen Potato Festival, Posen (Michigan), début septembre[15].

### France

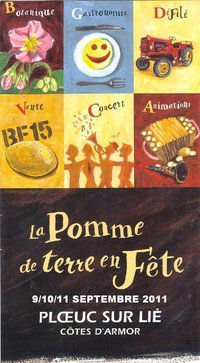
La Pomme de terre en fête - Plœuc-sur-Lié (affiche)

#### Mai
- Fête de la patate, Poil (Nièvre), le 25 mai.

#### Juin
- Fête de la patate, Eysines (Gironde), juin.
- Concours de pâté aux pommes de terre, Marçais (Cher), pendant la fête de la musique, première édition le samedi 16 juin 2012. Remise d'un trophée qui se transmettra d'année en année[16].

#### Juillet
- Fête de la pomme de terre, Wickerschwihr (Haut-Rhin), 1er week-end de juillet.
- Fête de la pomme de terre, Le Tampon (La Réunion), 1er week-end de juillet
- Fête du pâté de pommes de terre, Saint-Marc-à-Loubaud (Creuse), troisièmes samedi et dimanche de juillet.
- Fête de la pomme de terre, Plouédern (Finistère), dernier week-end de juillet.

#### Août
- Fête de la patate[17], Le Mottier (Isère), dernier week-end d'août.
- Festival international de la pomme de terre, Crevant (Indre), 15 août[18].
- Patate-feest, Esquelbecq (Nord), dernier dimanche d'août[19].
- Festival aux champs, Chanteix (Corrèze), août.

#### Septembre
- Fête de la pomme de terre, Pertuis (Vaucluse), septembre[20]
- Fête de la Patate, Chaux-la-Lotière (Haute-Saône), premier dimanche de septembre[21].
- Fête de la patate gourmande, Saint-Christo-en-Jarez (Loire), septembre[22].
- Fête des amis de la pomme de terre, Naugeat (Saint-Laurent-sur-Gorre, Haute-Vienne), premier dimanche de septembre[23].
- La pomme de terre en fête, Plœuc-sur-Lié (Côtes-d'Armor), mi-septembre.
- Fête de la Patate, Boyelles (Pas de Calais), premier dimanche de septembre.
- Fête de la Patate, Wissous (Essonne), début septembre.
- La patate en fête, Jarnages (Creuse), 1er dimanche de septembre [24].
- Fête de la Patate, La Roque-Esclapon (Var), dernier dimanche de septembre.
- Fête de la pomme de terre, Wœlfling-lès-Sarreguemines (Moselle), deuxième dimanche de septembre
- Fête de la Patate, Courcelles-Chaussy (Moselle) dernier dimanche de septembre.

#### Octobre
- Foire de Méry - autour de la pomme de terre, Méry-sur-Seine (Aube), deuxième dimanche d'octobre[25].
- Faites de la Pomme de terre, Sens (Yonne), premier week-end d'octobre.
- Trifòla, fête de la pomme de terre du plateau de Craponne, Craponne-sur-Arzon (Haute-Loire), fin octobre[26].

### Italie

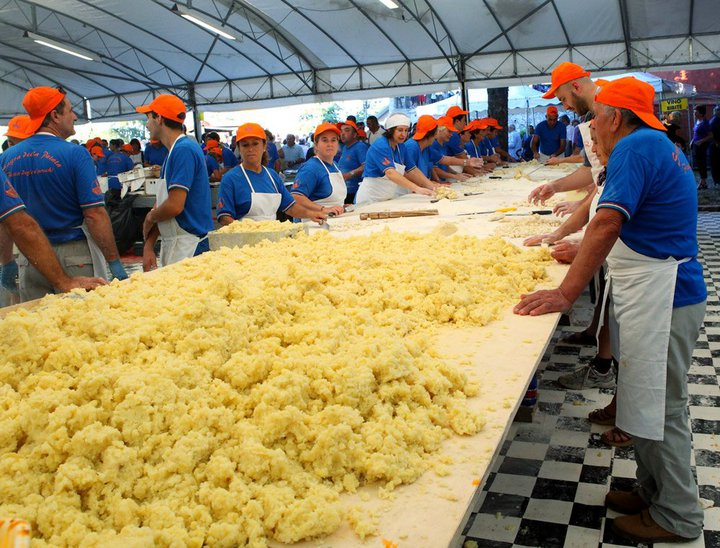
Un moment de la Sagra de la patata à Montescudo (2010).

- Festa della Patata Rossa, Borgo Pace, (province de Pesaro et Urbino, Marches),  fin août[27].
- Sagra della Patata e Festa degli Gnocchi à Montescudo (Émilie-Romagne), mi-août. Organisée par l'association Pro Loco Montescudo et associée à une foire agricole, cette fête met à l'honneur la patata di Montescudo, variété locale, et les spécialités gastronomiques, dont les gnocchis[28].
- Sagra della Patata à Sant'Agata Bolognese (Émilie-Romagne), début juillet.
- Sagra della Patata Fritta à Pistoia (Toscane), le dernier dimanche de septembre.

### Pologne
- Święto Ziemniaka (fête de la pomme de terre) à Mońki (voïvodie de Podlachie), août[29].

### Royaume-Uni
- Hampshire Potato Days, Whitchurch (Hampshire), janvier[30].

### Suède
- Potatisfestivalen, Alingsås (Västergötland), juin.

### Suisse
- Fête de la Patate, Bottens, septembre.

## Célébrations officielles

### Nations unies
- L'année 2008 a été consacrée « Année internationale de la pomme de terre » par l'organisation des Nations unies (ONU) et l'organisation des Nations unies pour l'alimentation et l'agriculture (FAO).

### Bolivie
- Festival Nacional de la Papa ; il s'agit d'une « fête nationale de la pomme de terre » instituée en 1987 qui se déroule sur deux jours à la fin du mois de mai dans la ville de Betanzos (département de Potosí) ; au cours de cette manifestation, qui se tient tous les deux ans avec le soutien de l'Instituto Nacional de Innovación Agropecuaria y Forestal (INIAF), l'accent est mis particulièrement sur la diversité des variétés andines de pommes de terre et sur leur conservation par les populations indigènes[31].

### Équateur
- Día Nacional de la Papa, une « Journée nationale de la pomme de terre » a été instituée en Équateur le 25 juin 2009, à la suite des initiatives lancées au cours de l'année internationale de la pomme de terre 2008[32]. En 2010, les célébrations se sont déroulées sur deux jours, les 29 et 30 juin, dans la ville de Riobamba[33].

### Pérou
- Día Nacional de la Papa, la « Journée nationale de la pomme de terre » se célèbre au Pérou chaque année le 30 mai depuis 2005[34].
- Festival de la papa de Cajamarca (fin mai)[35].